# フランソワ・クレール
フランソワ・クレール（François Clerc, 1983年4月18日 - ）は、フランス・アン県ブール＝カン＝ブレス出身の元サッカー選手。元フランス代表である。ポジションはディフェンダー。日本の一部メディアではクレルクと表記する媒体もある。

## 経歴
オリンピック・リヨンの下部組織出身で、徐々に頭角を現してきている。レンタルのトゥールーズFCから戻った2005-06シーズンにおいてアントニー・レヴェイエールの負傷の穴を埋めたことで重用されるようになった。
この活躍により各国リーグからのオファーも舞い込むこととなり、代表ではEURO2008のエントリーメンバーにも選出。最終節のイタリア戦でウィリー・サニョルに代わって出番を得たが、出場はこの1試合だけでグループリーグ敗退に終わった。
その後右膝の十字靱帯断裂を負ってからは輝きを失い始め、再びレヴェイエールにポジションを奪われてしまい、代表からも疎遠となってしまった。さらにその後はラミーヌ・ガサマも台頭して完全に存在感を失ってしまった。
2010-11シーズン、夏の移籍マーケット最終日にあたる2010年9月1日に駆け込みでOGCニースへ移籍。ニースではレギュラーとして本来の輝きを取り戻した。
2012年7月9日、古巣リヨンのライバルであるASサンテティエンヌへ移籍。
2016年6月9日、ガゼレク・アジャクシオへ移籍。2017-18シーズン終了後現役引退。
2019年3月31日、ASFアンドレジューの会長に就任した。

## プレースタイル
- 大舞台でも変わらぬプレーを見せる安定感と、攻守のバランスの良さが持ち味。攻撃の印象の強いリヨンにおいては攻めあがったセンターバックのカバーもしっかりできる存在である[要出典]。

## 所属クラブ
- リヨンB 2001-2005

→ トゥールーズFC 2004-2005 (loan)
- オリンピック・リヨン 2005-2010
- OGCニース 2010-2012
- ASサンテティエンヌ 2012-2016
- ガゼレク・アジャクシオ 2016-2018

## タイトル

### クラブ
ASサンテティエンヌ
- クープ・ドゥ・ラ・リーグ : 2012-13